# Dimorphocarpa
Dimorphocarpa é um género botânico pertencente à família Brassicaceae.